# みちのく民俗村

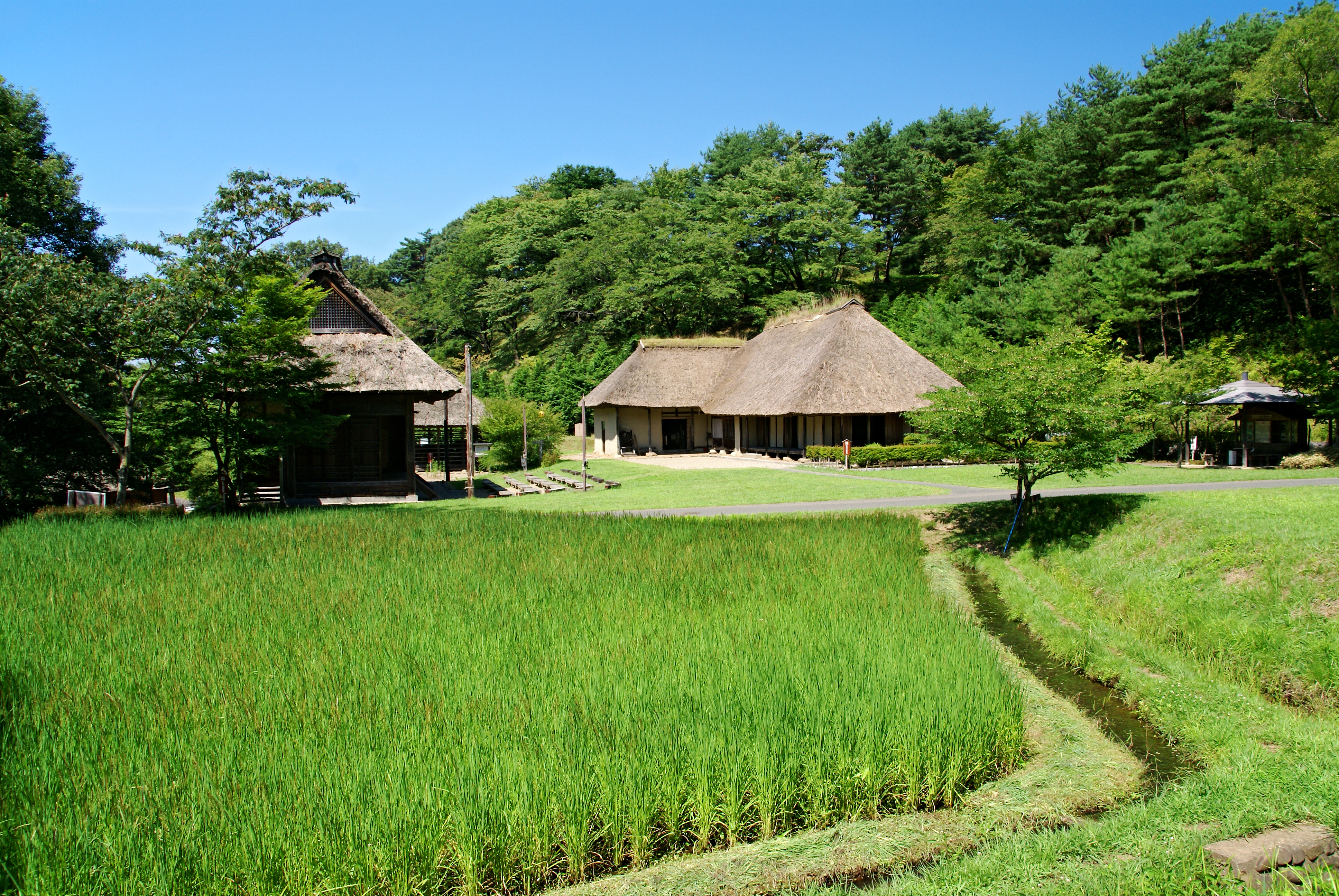
村内風景、旧北川家住宅と長屋門風演舞場（左）

みちのく民俗村 （みちのくみんぞくむら）は岩手県北上市にある野外博物館。

## 概要
展勝地山手の7万平方メートルの丘陵と谷に、北上川流域に存在した江戸時代から大正時代の古建築20棟以上を計画的に移築して藩政時代の村の環境も含めて復元し、公開している。
建物の配置により、民俗村導入ゾーン、南部伊達領境ゾーン、北上川流域古民家ゾーン、縄文時代と古代遺跡ゾーンの4ゾーンで構成され、別ゾーンに北上市立博物館と北上埋蔵文化財センターを併設する。

## 建物一覧
1. 旧今野家住宅 - 梁川宿の商家。江戸時代末 - 明治時代初期築、江刺市から移築
2. 旧菅野家（かんのけ）住宅 - 国の重要文化財。本屋は1728年（享保13年）、桁行21.3m、梁間11.6m、寄棟造、茅葺き。薬医門は1720年（享保5年）の建立。通称中村屋敷。北上市口内町から移築
3. 羽黒派修験道場宝珠院 - 1835年築、北上市口内水押から移築
4. 旧伊達領寺坂番所 - 稲瀬町から移築
5. 旧お駒堂 - 復元
6. 旧大泉家住宅・旧渡辺家門 - 伊達藩の城代家老の邸宅。北上市内から移築
7. 旧岩手県立黒沢尻高等女学校校舎 - 1927年（昭和2年）、1977年当地に移築。木造2階建、スレート葺き、建築面積456平方メートル。外装の基調は白色下見板貼で、階上階下の腰を竪羽目、階上中央部を黒色ドイツ壁とする。昭和期の竣工であるが、端部妻のハンマービーム風の収まり、開口部のペジメントなどに明治期の面影が残されている。1999年（平成11年）8月23日、国の登録有形文化財となる。
8. 体験工房 -
9. 旧菅原家住宅 - 明治時代後期築、湯田町から移築
10. 炭焼小屋 -
11. 登り窯 - 平安時代築
12. がん小屋 - 二子町から移築
13. 長屋門・旧菅原家住宅 -
14. 旧佐々木家住宅 - たばこ栽培農家、江戸時代中期築
15. 高麗門 -
16. 旧小野家住宅 - 1870年（明治3年）築、西根町から移築
17. ませ小屋 -
18. 旧北川家住宅 -
19. 旧星川家住宅 - 江戸時代後期築、南部曲り家
20. 長屋門風演舞場 -
21. 体験工房 -
22. 竪穴建物 - 室町時代（復元）
23. 竪穴建物 - 平安時代（復元）
24. 竪穴建物 - 縄文時代（復元）
25. 考古館 - 収蔵庫として使用しており内部は非公開。
26. 水車小屋 -
27. 展勝地茶屋 -
28. バッタリ -
29. 北上川の渡し舟 -
30. 南部領伊達領境塚 - 国の史跡

## 催事
- みちのく民俗村まつり - 9月中旬（隔年開催）
- 南部さき織り実演 - 4月〜11月の毎週土・日

## 利用情報
- 開館時間 - 9:00〜17:00（入館は16:30まで）
- 休館日
  - 4月〜11月 - 無休
  - 12月〜3月 - 月曜日、祝日の翌日（当日が祝日または土日の場合は開館し、翌日休館）、12月28日〜1月4日
- 所在地 - 岩手県北上市立花14-59

## 交通アクセス
- JR北上駅からおに丸号　稲瀬線で、展勝地バス停下車、徒歩2分。

## 周辺情報
- 展勝地
  - サトウハチロー記念館
  - みちのく民俗村
    - 北上市立博物館

  - 利根山光人記念美術館
- 珊瑚橋